# Повеља „Карађорђе”
Повеља „Карађорђе” додељује се за животно дело посвећено српској духовности. Установљена је 2004. године, на двестагодишњицу Првог српског устанка, и додељује се у оквиру манифестације „Шумадијске метафоре” у Младеновцу. Награда је названа по Карађорђу Петровићу, предводнику Првог српског устанка.

## Шумадијске метафоре
Песнички фестивал који се одржава у Младеновцу почев од 1977. године. „Шумадијске метафоре” афирмишу књижевно стваралаштво релативно непознатих или занемарених књижевника. У оквиру фестивала, поред редовних годишњих књижевних конкурса, постоји и богата издавачка делатност. Крајем 2010. године, објављено је преко 110 појединачних наслова и зборника — годишњака „Шумадијске метафоре”. Почев од 2004. године додељује се и Повеља „Карађорђе” најистакнутијим српским писцима за животно дело прожето духовношћу.

## Суштина награде
Чланови жирија нису директније дефинисали њен дубљи смисао. Учинио је то један од добитника књижевне награде: „Писци су, као и други живи људи, физички ограничени, али никада духовно. С духовношћу започиње потпуност човека. Настасијевић зна и тврди, још 1933. године, да се истинитост доживљаја потпуно поклапа са нужношћу остварења у израз. Песник зна чему толике жртве, при којима, у некој радости патње, изражавајући се људски створ самог себе сможди. Он вели: ’Као да је иза тога неки тајни услов: дало ти се да би целог себе дао.’”

## Добитници

#### Од 2004. до 2010.
- 2004 — Радослав Војводић
- 2004 — Никола Цинцар Попоски
- 2005 — Матија Бећковић
- 2005 — Срба Игњатовић
- 2006 — Томислав Мијовић
- 2006 — Зоран Костић
- 2007 — Радомир Андрић
- 2008 — Ристо Василевски
- 2009 — Бела Тукадруз (алиас Мирослав Лукић)
- 2010 — Ђорђе Николић

#### Од 2010. до 2020.
- 2011 — Зоран М. Мандић
- 2012 — Милош Јанковић
- 2013 — Радомир Стојановић
- 2014 — Миљурко Вукадиновић
- 2015 — Зоран Милисављевић
- 2016 — Дејан Богојевић[4]
- 2017 — Мирољуб Тодоровић
- 2018 — Љубомир Ћорилић[5]
- 2019 — Александар Лукић[6]
- 2020 — Божидар Шујица

#### Од 2021. до 2030.
- 2021 — Зоран Богнар
- 2022 — Милоје Дончић[7]
- 2023 — Братислав Р. Милановић[8]

## Библиотека „Којекуде”
У оквиру Библиотеке „Којекуде”, у издању Центра за културу Младеновац и манифестације „Шумадијске метафоре”, као део награде штампане су књиге изабраних песама добитника које је приредио Душан Стојковић:
1. Песничка плејада: добитници повеље „Карађорђе”, приредио Душан Стојковић, Младеновац 2008. COBISS.SR-ID - 149277708
2. Белатукадруз, Las vilajet: анонимна хроника: одабране песме 1993-2003, Младеновац 2010. COBISS.SR-ID - 178091788
3. Зоран М. Мандић, Кафкина фонтана,  Младеновац 2012. COBISS.SR-ID - 191502092
4. Милош Јанковић, Тескобник, Младеновац 2013. COBISS.SR-ID - 200995340
5. Радомир Стојановић, Друго небо, Младеновац 2014. COBISS.SR-ID - 209843980
6. Миљурко Вукадиновић, Шљивамеш и друге поетодиверзије, Младеновац 2015. COBISS.SR-ID - 217501452
7. Зоран Милисављевић, Укус горчине, Младеновац 2016. COBISS.SR-ID - 224693004
8. Дејан Богојевић, Насмејане светлости, Младеновац 2017. COBISS.SR-ID - 243579148
9. Мирољуб Тодоровић, Из ока сновидећег:, Младеновац 2018. COBISS.SR-ID - 267856908
10. Љубомир Ћорилић, Певање о истом, Младеновац 2019. COBISS.SR-ID - 279490060
11. Александар Лукић, Римска историја, Младеновац 2020. COBISS.SR-ID - 19916041
12. Божидар Шујица, Излаз, Младеновац 2021. COBISS.SR-ID - 46561801
13. Зоран Богнар, Крв и мед: 111 песама о усуду и нафаки Балкана, Младеновац 2022. COBISS.SR-ID - 73391625